# 金池
金池（英文名：英語：，1978年2月14日—），中华人民共和国宁德人，女歌手。2012年8月參加中國好聲音進入全國16強。2012年12月參加直通春晚，進入全國4強。2013年開始於中國大陸巡迴演出。2013年9月發行專輯《我就在你面前》，其製作人為新加坡女歌手蔡健雅。

## 生平
1996年，於福安師範學校畢業後，她在當地一所小學任教，后来1999年赴廣州發展，於是開始在酒吧駐唱。2001年8月獲第四屆亞洲音樂節新人歌手大賽「十佳歌手獎」。 
2002年，其首張專輯終將要發行之時，遭逢車禍意外。
2012年她登上《中國好聲音》的舞台。

## 音樂作品
|    | 專輯名稱        | 發行月份 |
| -- | --------------- | -------- |
| 1  | 心醉了          | 2004/09  |
| 2  | 山歌好比春江水  | 2005     |
| 3  | Endless Love    | 2005/12  |
| 4  | 昨日重現        | 2006/09  |
| 5  | Endless Love Ⅷ  | 2010     |
| 6  | 想太多          | 2011     |
| 7  | Endless Love 12 | 2012     |
| 8  | 痴心不改        | 2012     |
| 9  | 我就在你面前    | 2013/09  |
| 10 | 好好過          | 2014/11  |
| 11 | 大女人          | 2015/10  |
| 12 | 我 和 我        | 2018/09  |
| 13 | 誰不是          | 2020/08  |
| 14 | 我最溫柔的希望  | 2022/12  |

## 得獎紀錄
- 2001第四届亚洲音乐节新人歌手大赛十佳歌手
- 2002上海亞洲音樂節十佳優秀歌手
- 2003首屆中國輕音樂學會最佳女歌手
- 2004廣州音樂學會最具潛質女歌手
- 2012中國好聲音十六強之一
- 2012年直通春晚全國四強
- 2013年全球華語榜中榜金曲獎
- 2013年年度《时尚新娘》婚尚盛典年度幸福偶像
- 2013年第六届音乐风云榜新人盛典年度风尚女艺人
- 2014年2013华语金曲奖颁奖盛典年度艺人
- 2014年2013华语金曲奖年度传媒联合推进大碟《我就在你面前》
- 2014年2013年中华音乐人交流协会十大单曲《边爱边学》
- 2014年精品购物指南颁奖礼正能量暖心歌手
- 2014年全球中文华语榜上榜默认冠军榜单
- 2015年2015移动视频风云盛典实力女歌手奖
- 2016年我是歌手 誰來踢館第二名
- 2018年星月榜样盛典年度公益歌手
- 2019年中央Music Radio 音乐之声中国Top排行榜2018年度颁奖晚会2018年度“音乐之声推荐唱片”